# Zoé Adjani-Vallat
Zoé Adjani-Vallat est une actrice française née en 1999.

## Biographie

### Jeunesse
Fille d'Éric Hakim Adjani, décédé en 2010, Zoé Leilla Adjani-Vallat grandit dans le sud de la France, dans un milieu artistique : son beau-père est directeur de la photo et sa mère productrice. 
En 2021, dans une interview pour Paris Match, elle révèle sa proximité avec sa tante Isabelle Adjani, qui l'a toujours encouragée dans cette voie : « Ce qu’elle me dit de plus fort, c’est de ne jamais m’excuser ou me justifier d’être là. Et de préserver cette énergie naturelle et solaire qui me pousse à aller vers l’autre. Elle m’encourage à surveiller mon attitude ; dès que le stress m’envahit, j’ai tendance à faire le clown. ».

### Carrière
Zoé Adjani est contactée pour passer le casting du nouveau film de Jérôme Enrico intitulé Cerise. À ce moment-là, le cinéaste a vu plus de 450 jeunes actrices venues de tout le pays et n’est toujours pas satisfait, même après des auditions très poussées[réf. souhaitée]. Quand Zoé passe à son tour le casting auprès du metteur en scène, ce dernier estime avoir trouvé sa Cerise, qui est donc le premier rôle au cinéma de la prometteuse Zoé Adjani,.

## Filmographie

### Cinéma
Longs métrages
- 2015 : Cerise de Jérôme Enrico : Cerise
- 2020 : Bula de Boris Baum : Leilla
- 2020 : Cigare au miel de Kamir Aïnouz : Selma
- 2023 : Upon Her Lips : Day Dreaming de Cintia Ballbé, Nina Bouchaud Cheval et Nancy Cruz Orozco : Zoé
- 2024 : Le Choix du pianiste de Jacques Otmezguine : Annette
- 2025 : Alterlove de Jonathan Taieb : la fille du métro

Courts métrages
- 2016 : Ce qui nous reste de Nathan Ambrosioni : Emmy
- 2023 : Déjà vue de Nicolas Engel : Tiphaine
- 2023 : Les Éveillées de Nina Bouchaud Cheval : Zoé

### Télévision
Séries télévisées
- 2023 : Filles du feu : Morguy
- 2026 : Le Rouge et le Noir de Gaël Morel : Élisa

Publicités
- 2021 : The Chanel Iconic

Clips
- 2019 : Meet Me by the Gates de The Penelopes avec Isabelle Adjani